# Survivor: Nicaragua
Survivor: Nicaragua foi a vigésima primeira temporada do reality show americano Survivor, com sua estreia no segundo semestre de 2010, mais precisamente em 15 de setembro.
A rede de televisão CBS anunciou mudança no dia e horário da transmissão do programa, primeira mudança deste a transmissão da primeira temporada do programa em 2000. Survivor: Nicaragua passará a ser transmitido às quartas-feiras às 20 horas (horário americano). A localização desta nova temporada foi anunciada durante o programa de encerramento de Survivor: Heroes vs. Villains.
Jeff Probst, o apresentador do programa, anunciou que o Ídolo de Imunidade Escondido será reintroduzido nesta temporada, mas desta vez será escondido levando em consideração o "Fator Russell", depois que Russell Hantz facilmente encontrou vários Ídolos nas duas temporadas anteriores. As pistas para a localização do Ídolo de Imunidade serão visuais ao invés de escritas como ocorreu nas temporadas passadas. Além disso, as tribos disputarão pelo controle de um novo item no jogo, o Medalhão do Poder; este item dá a tribo que usá-lo vantagem em um Desafio de Imunidade. A escolha da prova que o Medalhão será usado depende a tribo que possuir o item, mas uma vez usado ele é automaticamente transferido para tribo adversária.
Para esta temporada, os competidores foram divididos em duas tribos com base em suas idades. A tribo Espada, representada pela cor azul e que foi composta pelos competidores com 40 anos ou mais e a tribo La Flor, representada pela cor amarela, composta pelos competidores com 30 anos ou menos.
Esta temporada utilizou como tema de abertura a versão original de "Ancient Voices" que foi apresentada na primeira temporada da série. Tradicionalmente cada temporada apresenta sua própria versão de  "Ancient Voices", utilizando instrumentos e sons que evoquem a localização ou tema da temporada. Um tema próprio foi criado para Nicáragua, mas não foi utilizado. A canção foi lançada no iTunes em 10 de outubro de 2010 e os motivos para a não utilização desta versão não foram divulgados publicamente.
Competidores notáveis desta temporada incluem Kelly Bruno, uma triatleta que teve uma perna amputada aos seis meses de idade devido a um problema congênito e o ex-treinador do Dallas Cowboys, Jimmy Johnson. Kelly Bruno é o segundo participante que teve algum membro amputado a competir em Survivor, o primeiro foi Chad Crittenden de Survivor: Vanuatu, que perdeu sua perna direita devido a um câncer.
No episódio final da temporada, em 19 de dezembro de 2010, Jud "Fabio" Birza foi nomeado vencedor derrotando Chase Rice e Matthew "Sash" Lenahan por, respectivamente, 5-4-0 votos. Jane Bright foi votada, pelo público, como a competidora mais popular da temporada e ganhou um prêmio de cem mil dólares.

## Participantes
- Alina Wilson - 23 anos - Downey, Califórnia
- Ben "Benry" Henry - 24 anos - Los Angeles, Califórnia
- Brenda Lowe - 27 anos - Miami, Flórida
- Chase Rice - 24 anos - Fairview, Carolina do Norte
- Dan Lembo - 63 anos - Water Mill, Nova Iorque
- Holly Hoffman - 44 anos - Eureka, Dakota do Sul
- James "Jimmy T." Tarantino - 48 anos - Gloucester, Massachusetts
- Jane Bright - 56 anos - Jackson Springs, Carolina do Norte
- Jill Behm - 43 anos - Erie, Pensilvânia
- Jimmy Johnson - 67 anos - Islamorada, Flórida
- Jud Birza - 21 anos - Venice, Califórnia
- Kelly Bruno - 26 anos - Durham, Carolina do Norte
- Kelly Shinn - 20 anos - Mesa, Arizona
- Marty Piombo - 48 anos - Mill Valley, Califórnia
- Matthew "Sash" Lenahan - 30 anos - Nova Iorque, Nova Iorque
- NaOnka Mixon - 27 anos - Los Angeles, Califórnia
- Shannon Elkins - 30 anos - Lafayette, Louisiana
- Tyrone Davis - 42 anos - Inglewood, Califórnia
- Wendy DeSmidt-Kohlhoff - 48 anos - Fromberg, Montana
- Yve Rojas - 41 anos - Kansas, Missouri

## Progresso dos Participantes
| Participante               | Tribo Original | Tribo Misturada | Tribo Pós-Fusão | Colocação Final                        | Total de Votos |
| -------------------------- | -------------- | --------------- | --------------- | -------------------------------------- | -------------- |
| Wendy DeSmidt-Kohlhoff     | Espada         |                 |                 | 1º Eliminado Dia 3                     | 9              |
| Shannon Elkins             | La Flor        |                 |                 | 2º Eliminado Dia 6                     | 7              |
| Jimmy Johnson              | Espada         |                 |                 | 3º Eliminado Dia 8                     | 8              |
| James "Jimmy T." Tarantino | Espada         |                 |                 | 4º Eliminado Dia 11                    | 5              |
| Tyrone Davis               | Espada         | Espada          |                 | 5º Eliminado Dia 14                    | 6              |
| Kelly Bruno                | La Flor        | La Flor         |                 | 6º Eliminado Dia 15                    | 81             |
| Yve Rojas                  | Espada         | Espada          |                 | 7º Eliminado Dia 15                    | 7              |
| Jill Behm                  | Espada         | La Flor         |                 | 8º Eliminado Dia 18                    | 3              |
| Alina Wilson               | La Flor        | Espada          | Libertad        | 9º Eliminado 1º Membro do Júri Dia 22  | 10             |
| Marty Piombo               | Espada         | La Flor         | Libertad        | 10º Eliminado 2º Membro do Júri Dia 24 | 151            |
| Brenda Lowe                | La Flor        | La Flor         | Libertad        | 11º Eliminado 3º Membro do Júri Dia 27 | 13             |
| NaOnka Nixon               | La Flor        | Espada          | Libertad        | Desistente 4º Membro do Júri Dia 28    | 3              |
| Kelly Shinn                | La Flor        | La Flor         | Libertad        | Desistente 5º Membro do Júri Dia 28    | 0              |
| Ben "Benry" Henry          | La Flor        | Espada          | Libertad        | 12º Eliminado 6º Membro do Júri Dia 32 | 5              |
| Jane Bright                | Espada         | La Flor         | Libertad        | 13º Eliminado 7º Membro do Júri Dia 36 | 11             |
| Dan Lembo                  | Espada         | Espada          | Libertad        | 14º Eliminado 8º Membro do Júri Dia 37 | 9              |
| Holly Hoffman              | Espada         | Espada          | Libertad        | 15º Eliminado 9º Membro do Júri Dia 38 | 4              |
| Matthew "Sash" Lenahan     | La Flor        | La Flor         | Libertad        | 3º Colocado                            | 12             |
| Chase Rice                 | La Flor        | Espada          | Libertad        | 2º Colocado                            | 1              |
| Jud "Fabio" Birza          | La Flor        | La Flor         | Libertad        | Último Sobrevivente                    | 2              |

O Total de Votos é o número de votos que o competidor recebeu durante os Conselhos Tribais onde ele era elegível para ser eliminado do jogo. Não inclui os votos recebidos durante o Conselho Tribal Final
↑1  Kelly B. foi eliminada com 5-1 votos após a votação de desempate entre ela e Marty. Na votação inicial, Kelly B. e Marty receberam três votos cada um enquanto Brenda recebeu dois votos.
↑2  Sash usou um Ídolo de Imunidade e, portanto, um voto contra ele não foi contado.

## O Jogo
| Títulos dos episódios             | Dia de exibição        | Provas                               | Provas                    | Eliminado                 | Votos                     | Colocação Final                        |
| Títulos dos episódios             | Dia de exibição        | Recompensa                           | Imunidade                 | Eliminado                 | Votos                     | Colocação Final                        |
| --------------------------------- | ---------------------- | ------------------------------------ | ------------------------- | ------------------------- | ------------------------- | -------------------------------------- |
| "Young at Heart"                  | 15 de Setembro de 2010 | Não Teve                             | La Flor                   | Wendy                     | 9–1                       | 1º Eliminado Dia 3                     |
| "Fatigue Makes Cowards of Us All" | 22 de Setembro de 2010 | Espada                               | Espada                    | Shannon                   | 7–3                       | 2º Eliminado Dia 6                     |
| "Glitter in Their Eyes"           | 29 de Setembro de 2010 | La Flor3                             | La Flor3                  | Jimmy J.                  | 8-1                       | 3º Eliminado Dia 8                     |
| "Pulling the Trigger"             | 6 de Outubro de 2010   | La Flor3                             | La Flor3                  | Jimmy T.                  | 5-3                       | 4º Eliminado Dia 11                    |
| "Turf Wars"                       | 13 de Outubro de 2010  | Espada                               | La Flor                   | Tyrone                    | 6-2                       | 5º Eliminado Dia 14                    |
| "Worst Case Scenario"             | 20 de Outubro de 2010  | La Flor                              | Jill                      | Kelly B.                  | 3–3–2 5–11                | 6º Eliminado Dia 15                    |
| "Worst Case Scenario"             | 20 de Outubro de 2010  | La Flor                              | Holly                     | Yve                       | 6–1                       | 7º Eliminado Dia 15                    |
| "What Goes Around, Comes Around"  | 27 de Outubro de 2010  | Espada                               | Espada                    | Jill                      | 3-2-2                     | 8º Eliminado Dia 18                    |
| "Company Will Be Arriving Soon"   | 3 de Novembro de 2010  | Não Teve4                            | Jane                      | Alina                     | 10-2                      | 9º Eliminado 1º Membro do Júri Dia 22  |
| "Company Will Be Arriving Soon"   | 3 de Novembro de 2010  | Não Teve4                            | Fabio                     | Alina                     | 10-2                      | 9º Eliminado 1º Membro do Júri Dia 22  |
| "Running the Camp"                | 10 de Novembro de 2010 | Benry, Dan, Fabio, Marty, Sash       | Brenda                    | Marty                     | 7-4                       | 10º Eliminado 2º Membro do Júri Dia 24 |
| "Stuck in the Middle"             | 17 de Novembro de 2010 | Chase, Jane, Fabio, Kelly S., NaOnka | Jane                      | Brenda                    | 8-1-1                     | 11º Eliminado 3º Membro do Júri Dia 27 |
| "We Did It Guys"                  | 24 de Novembro de 2010 | Episódio de Recapitulação            | Episódio de Recapitulação | Episódio de Recapitulação | Episódio de Recapitulação | Episódio de Recapitulação              |
| " You Started, You´re Finishing"  | 1 de Dezembro de 2010  | Benry, NaOnka, Chase, Holly5, Dan6   | Não Teve7                 | NaOnka                    | Sem Votos                 | Desistente 4º Membro do Júri Dia 28    |
| " You Started, You´re Finishing"  | 1 de Dezembro de 2010  | Benry, NaOnka, Chase, Holly5, Dan6   | Não Teve7                 | Kelly S.                  | Sem Votos                 | Desistente 5º Membro do Júri Dia 28    |
| "Not Sure Where I Stand"          | 8 de Dezembro de 2010  | Chase [Holly e Jane]                 | Sash                      | Benry                     | 4-2-1                     | 12º Eliminado 6º Membro do Júri Dia 32 |
| "This is Going to Hurt"           | 15 de Dezembro de 2010 | Chase [Holly e Sash]                 | Fabio                     | Jane                      | 5-02                      | 13º Eliminado 7º Membro do Júri Dia 36 |
| "What About Me?"                  | 19 de Dezembro de 2010 | Não Teve                             | Fabio                     | Dan                       | 4-1                       | 15º Eliminado 8º Membro do Júri Dia 37 |
| "What About Me?"                  | 19 de Dezembro de 2010 | Não Teve                             | Fabio                     | Holly                     | 3-1                       | 16º Eliminado 9º Membro do Júri Dia 38 |
| "Reunion"                         | 19 de Dezembro de 2010 | Voto do Júri                         | Voto do Júri              | Sash                      | 5–4–0                     | 3º Colocado                            |
| "Reunion"                         | 19 de Dezembro de 2010 | Voto do Júri                         | Voto do Júri              | Chase                     | 5–4–0                     | 2º Colocado                            |
| "Reunion"                         | 19 de Dezembro de 2010 | Voto do Júri                         | Voto do Júri              | Fabio                     | 5–4–0                     | Último Sobrevivente - Sole Survivor    |

No caso de mais de uma tribo ou competidor vencer a recompensa ou imunidade, estes serão listados na ordem de conclusão da prova ou alfabeticamente quando a vitória for em grupo. Nas situações onde um competidor venceu e convidou outros para desfrutarem do seu prêmio, estes estão listados entre chaves.
↑3  Prova de Recompensa e Imunidade combinada.
↑4  Não houve Prova de Recompensa devido à fusão das tribos.
↑5  Holly desistiu de sua recompensa em troca de uma lona e uma lata de arroz para a tribo.
↑6  Devido ao número ímpar de participantes, Dan não foi escolhido e não participou do desafio, mas poderia escolher uma das equipes para torcer e caso escolhesse a vencedora poderia participar da recompensa juntamente com eles. Dan escolheu certo e participou da recompensa.
↑7  Não houve Prova de Imunidade, pois NaOnka e Kelly S. desistiram do jogo.

## Episódios
| 01 | Young at Heart (Jovem de Coração)                                  | Wendy                                     | 23,23 | 15 de setembro de 2010 |
| Prova de Imunidade: Para a prova Getting Tanked, um competidor, do alto de uma plataforma e utilizando um balde deve despejar água através de cinco calhas suportadas por outros cinco competidores de sua tribo. A água deve seguir todo o caminho formado pelas calhas e terminar em um barril, que uma vez cheio libera uma rede contendo peças de um quebra-cabeça. De posse das peças, os quatro competidores remanescentes devem montar o quebra-cabeça. A primeira tribo que completar corretamente seu quebra-cabeça ganha imunidade. - Vantagem do Medalhão: Começar com um quinto de água dentro do barril da tribo. - Tribo Vencedora: La Flor O jogo começou com os competidores divididos em dois grupos que percorreram caminhos distintos através das montanhas e florestas nicaraguenses até se encontrarem com Jeff em uma praia. Na praia Jeff anunciou a existência do Medalhão do Poder, mas não explicou qual tipo de poder se tratava, apenas disse que se tratava de uma regalia tribal e que este artefato estava escondido em uma lagoa próxima de onde eles estavam. Todos os competidores partiram para procurá-lo, com Brenda encontrando-o em cima de uma árvore. Quando todos os competidores se reagruparam com Jeff, o apresentador revelou que os grupos que eles chegaram não eram suas tribos e que eles seriam divididos em duas tribos de acordo com as idades. A tribo denominada Espada, usando azul e composta pelos competidores com 40 anos ou mais e a tribo La Flor, usando bandanas amarelas e composta pelos competidores com 30 anos ou menos. Com essa divisão o Medalhão do Poder ficou de posse da tribo La Flor e eles tiveram a oportunidade de trocar o Medalhão por uma pederneira e equipamento de pesca. Com essa troca o Medalhão a posse do Medalhão passou para a tribo Espada. Ao chegarem ao acampamento Espada, Jane rapidamente começou fogo usando óculos de leituras. No acampamento La Flor, Kelly B. revelou para sua tribo que tinha uma perna amputada e usava uma prótese. Essa revelação fez com que muitos de seus companheiros de tribo ficassem receosos com a possibilidade de ela conquistar votos por pena caso chegasse no Conselho Tribal Final. Alina e Kelly B. encontraram uma pista para o Ídolo de Imunidade Escondido enquanto procuravam o Correio. Elas não conseguiram decifrar a pista, mas decidiram mantê-la em secreto entre elas. Na Prova de Imunidade, Jeff explicou o poder do Medalhão e que tipo de vantagem ele daria a tribo que estivesse de sua posse. A tribo Espada optou por não utilizar o Medalhão, presumindo que naquela prova poderiam derrotar a tribo dos jovens sem esta vantagem, eventualmente a tribo Espada perdeu a prova. De volta ao acampamento e antes do Conselho Tribal, a tribo decidiu eliminar os seus competidores mais fracos e ficaram indecisos entre Wendy e Jimmy J. No Conselho Tribal, Wendy tentou defender seu caso na tentativa de permanecer no jogo, mas seus esforços foram infrutíferos e ela foi unanimemente eliminada com 9-1 votos. |                                                                    |                                           |       |                        |
| 02 | Fatigue Makes Cowards of Us All (Fadiga nos Faz Covardes)          | Shannon                                   | 12,59 | 22 de setembro de 2010 |
| Prova de Recompensa/Imunidade: Na prova Hay Mate, um por vez, quatro membros de cada tribo devem rastejar na lama sob uma rede de cordas, correr até um monte de feno e procurar por uma bola. Com as quatro bolas localizadas e entregues, três outros membros da tribo, usando pequenos escudos, devem arremessar, de um a um, uma das bolas até um barril. A primeira tribo que conseguir todas as quatro bolas dentro do barril ganha o desafio. - Vantagem do Medalhão: Começar com uma bola dentro do barril e, com isso, poder dispensar um membro da prova. - Recompensa: Escolher entre um kit com equipamentos de pesca ou uma lona e uma corda. - Tribo Vencedora: Espada No acampamento La Flor, Sash fez uma aliança com NaOnka e falou sobre construírem uma “aliança de minorias” trazendo Brenda para o acordo. Uma das meias de NaOnka sumiu e ela considerou que alguém a havia roubado de dentro de seus tênis, então ela pegou o par de meias de Fábio e o confrontou quando este tentou perguntar a ela sobre as meias dele. Em Espada, Holly surtou ao ver Jill comendo caramujos que ela achava não serem apropriados para comer. Holly pegou o balde cheio de caramujos e jogou-os fora fazendo com que o resto da tribo questionasse se havia alguma coisa de errado com ela. Mais tarde, Holly ouviu, escondida, Dan chamando-a de “louca” e decidiu se vingar dele livrando-se de seus caríssimos sapatos de couro de jacaré que custaram mil e seiscentos dólares. Holly roubou o par de sapatos, encheu-os de areia e os atirou no oceano. Após este evento Holly cogitou desistir do jogo, mas resolveu ficar depois de uma conversa motivadora com Jimmy J. Na Prova combinada de Imunidade e Recompensa, a tribo Espada utilizou o Medalhão do Poder e ganhou o desafio. A tribo dos mais velhos escolheu o equipamento de pesca como recompensa. De volta ao acampamento, enquanto exploravam o kit de pesca, a tribo encontrou uma pista para o Ídolo de Imunidade Escondido. Grupalmente eles desvendaram a maior parte das pistas e saíram procurando aleatoriamente pelo Ídolo. Jill conseguiu desvendar a última parte da pista e contou para Marty como estratégia para ganhar sua confiança e usando todas as pistas os dois conseguiram localizar o Ídolo de Imunidade Escondido. No acampamento La Flor, antes da votação, o assunto era sobre quem eles iriam eliminar e os cogitados eram NaOnka, Brenda ou Shannon. No Conselho Tribal, Shannon foi extremamente agressivo em suas respostas o que resultou em uma calorosa discussão no Conselho. No final a tribo que estava dividida entre Brenda e Shannon, votou e eliminou Shannon com 7-3 votos. |                                                                    |                                           |       |                        |
| 03 | Glitter in Their Eyes                                              | Jimmy J.                                  | 12,26 | 29 de setembro de 2010 |
| Prova de Recompensa/Imunidade: Na prova Get Barreled, as tribos devem correr através de um campo para recolherem dez barris. Uma vez todos os dez barris tenham sido recolhidos, a tribo deve organizá-los em plataformas individuais arranjadas em formato triangular. Com os barris posicionados corretamente, um membro de cada tribo deve arremessar sacos de areia, objetivando acertar um saco em cima de cada um dos barris. A primeira tribo com um saco de areia em cima dos dez barris ganha o desafio. - Vantagem do Medalhão: Começar a prova com dois barris já posicionados na formação triangular e com um saco de areia em cima de cada. - Recompensa: Temperos, especiarias, frutas e um jardim de ervas. - Tribo Vencedora: La Flor Na tribo Espada, Marty, dia a dia, aumenta sua frustração sobre a posição de líder que Jimm J. conquistou naturalmente na tribo. Jill conversa com Marty e fala que ele deveria mostra o Ídolo de Imunidade para todos da tribo, anunciando que o item seria utilizado quando eles se fundissem com os mais jovens, tornando-os mais fortes. Posteriormente Marty revelou a posse do artefato e seus companheiros viram a atitude com bons olhos. Em La Flor, a aliança de Brenda, Chase, Kelly S., NaOnka e Sash discutem sobre eliminarem Alina no próximo Conselho Tribal que enfrentarem. Na prova combinada de imunidade e recompensa, La Flor sobrepujou os mais velhos sem utilizar a vantagem do Medalhão do Poder. Quando Kelly B. e NaOnka pegaram o cesto de frutas, ambas notaram um pequeno bilhete escondido entre as frutas, mas nenhuma fez nenhum intento de pegá-lo na ocasião. Entretanto, assim que chegaram ao acampamento, as duas lutaram fisicamente, na frente de todos seus companheiros, pela posse do bilhete. NaOnka venceu o embate e partiu sozinho para ler o bilhete, que tratava-se de uma pista para o Ídolo de Imunidade Escondido. Todavia, ela não foi capaz de decifrar a pista e resolveu dividi-la com Brenda, que também não foi capaz de resolver o enigma. Novamente em Espada, Marty fez seu movimento contra Jimmy J., mas a tribo parecia dividida entre eliminar o famoso astro de futebol americano e líder nato da tribo ou eliminar Dan que vinha sofrendo com seu joelho nos últimos dias. No Conselho Tribal, quando Jeff perguntou individualmente se o competidor se considerava um membro fraco da tribo, Jimmy J. foi o único que se considerou fraco. Esta atitude parece ter influenciado os votos e a tribo que estava dividida, votou unanimemente pela saída de Jimmy J., que foi eliminado com 8-1 votos. |                                                                    |                                           |       |                        |
| 04 | Pulling the Trigger (Puxando o Gatilho)                            | Jimmy T.                                  | 12,05 | 6 de outubro de 2010   |
| Prova de Recompensa/Imunidade: Um membro de cada tribo deve guiar três duplas de companheiros vendados para recolher dez itens espalhados em uma área no meio da floresta na prova Sears and Doers. As três duplas de cada equipe partem simultaneamente em busca dos itens e cada uma deve trazer um item por vez até uma área demarcada. Com todos os dez itens coletados, uma dupla é guiada para recolher um molho de chaves e um baú trancado. A primeira tribo que destrancar o baú e trazê-lo até a área demarcada ganha a prova. - Vantagem do Medalhão: Começar a prova com dois dos dez itens já coletados. - Recompensa: Escolher três dos dez itens recolhidos durante a prova. - Tribo Vencedora: La Flor No acampamento La Flor, Brenda e NaOnka acham o Ídolo de Imunidade Escondido e NaOnka decide mantê-lo em segredo do restante da tribo para poder usá-lo em seu benefício. Alina e Kelly B. desconfiaram que Brenda e NaOnka estavam procurando pelo Ídolo e seguiram até o local onde as primeiras estavam vasculhando, sem saber que NaOnka já o tinha. NaOnka percebendo as intenções de Kelly B. e Alina seguiu as duas e quando elas estavam na área do Correio sem motivos NaOnka discutiu e hostilizou Kelly B. No acampamento Espada, após receber a notícia do próximo desafio, a tribo tentou treinar e elaborar um estratégia para sobrepujar os jovens e Marty nomeou Tyrone como o guia da tribo. Como Marty havia pressuposto, essa nomeação não foi bem vista por Jimmy T. que anteriormente havia deixado claro que gostaria de liderar a tribo em um desafio. Na prova combinada de recompensa e imunidade, La Flor usou o Medalhão do Poder e com a vantagem venceu facilmente a tribo Espada. Como a recompensa consistia em escolher três dos dez itens recolhidos durante o desafio, La Flor escolheu levar o kit de pesca, uma lona e itens para cozinhar. Quando retornaram ao seu acampamento, Chase encontrou uma pista para o Ídolo de Imunidade Escondido dentro da caixa de pesca. Ele escondeu a pista e mais tarde a compartilhou com Brenda. Brenda, então, revelou que NaOnka e ela já havia encontrado o Ídolo anteriormente e não havia dito nada para não quebrar a confiança que NaOnka tinha nela. Quando Espada retornou ao seu acampamento, Jimmy T. repetiu seu desejo de ter uma oportunidade de liderar a tribo em um desafio. Posteriormente, enquanto toda a tribo recolhia ouriços do mar, Jimmy T. acusou Marty de não ter espírito de grupo por ter comido alguns ouriços antes de retornarem ao acampamento. Marty indignado pelo comentário de Jimmy T. passou a arquitetar sua eliminação no Conselho Tribal, mas alguns da tribo queriam eliminar Dan, considerado o membro menos contributivo e mais fraco do grupo. No Conselho Tribal, Jimmy T. novamente repetiu que gostaria de, pelo menos uma vez, liderar a tribo em um desafio e, após ouvir que a tribo esperava que ele seguisse as vontades do grupo e não os liderasse Jimmy T. foi eliminado com 5-3 votos. |                                                                    |                                           |       |                        |
| 05 | Turf Wars                                                          | Tyrone                                    | 12,32 | 13 de outubro de 2010  |
| Prova de Recompensa: Jogando simultaneamente e em rodadas, dois membros de cada uma das tribos devem arremessar bolas para que estas deslizem por um grande painel inclinado e com vários obstáculos, de maneira que não desçam em um caminho linear na prova Don´t Let Your Balls Drop. Enquanto isso dois membro da tribo adversária devem tentar agarrar essas bolas assim que elas saiam do painel, evitando que elas caiam no chão. A primeira tribo que falhar em agarrar a bola, dá um ponto para a tribo adversária e uma nova rodada, com novas duplas é iniciada. A primeira tribo que marcar três pontos ganha a recompensa. - Recompensa: Duas galinhas e um galo. - Tribo Vencedora: Espada Prova de Imunidade: Na prova Spit It Out, três membros de cada tribo são amarrados a uma roda gigante enquanto, do alto de uma plataforma, três outros membros giram a roda fazendo com que revezadamente os competidores amarrados mergulhem suas cabeças dentro de um tanque d´água. Estes competidores, enquanto submersos, devem encher suas bocas com água para, quando cuspirem-na em um tubo. Quando o tubo estiver suficientemente cheio d´água, ele entorna e libera uma bola. Esta bola deve ser usada pelos dois competidores restantes da tribo para quebrarem à distância cinco peças de cerâmica. A primeira tribo que conseguir quebrar todas suas cerâmicas ganha imunidade. - - Tribo Vencedora: La Flor Marty e NaOnka pensam que eles estão no controle de suas respectivas tribos, mas quando ambas as tribos se reúnem para o que deveria ser um Desafio de Recompensa normal, Jeff estraga seus planos anunciando que as tribos deveriam jogar fora suas bandanas, pois eles seriam misturados em duas novas tribos antes do desafio. Para a mistura tribal os competidores devem tirar, secretamente, uma pedra de dentro de um saco para definirem os novos capitães. Brenda tira a pedra amarela e é a capitã da nova tribo La Flor e Holly é a capitã da nova tribo Espada. Para escolherem as novas tribos, Brenda deve escolher três membros da tribo dos mais velhos que ela gostaria que se juntassem a sua tribo e ela escolheu Jane, Jill e Marty. Holly deve proceder da mesma forma e escolher quatro membros da tribo mais jovem para se juntar a sua e ela escolheu Alina, Benry, Chase e NaOnka. Com as novas tribos equiparadas em número de competidores Jeff declarou que a partir daquele momento eles jogavam um novo jogo que não consistia em mais velhos contra mais jovens e o Medalhão do Poder não estava mais em disputa. As novas tribos competiram na sequencia na Prova de Recompensa, com posterior vitória da tribo Espada. De volta ao acampamento Espada, Tyrone recepcionou os mais novos integrantes do grupo explicando como funcionavam as regras naquele acampamento. Essa recepção não foi bem aceita por Alina e NaOnka. Holly que se sentia excluída na antiga tribo Espada, rapidamente tentou se aliar com o grupo dos mais jovens. Em La Flor, Jane, que também se sentia excluída na sua antiga tribo, rapidamente alertou Brenda e Kelly B. sobre a aliança de Marty e Jill. Marty contou a sua nova tribo que ele tinha um Ídolo de Imunidade Escondido. No dia 13, uma intensa tempestade assolou os acampamentos e o vento e o frio abalaram NaOnka que considerou em desistir da competição, mas Alina e Chase a convenceram de ficar. A Prova de Imunidade foi vencida por La Flor quando Fabio e Jane se recuperaram da desvantagem que os outros competidores havia adquirido na primeira etapa do desafio e sobrepujaram Tyrone e Benry durante a etapa de quebrar cerâmicas. Em Espada, a tribo votou para matarem uma das galinhas antes de se dirigirem ao Conselho Tribal. Tyrone foi contra a ideia e não quis matar a galinha. Enquanto os outros preparavam a comida Tyrone permaneceu isolado do grupo por ter sido contrariado e acabou desagradando seus companheiros, pois enquanto comiam ele, gananciosamente, pegou uma porção maior de carne do que os outros. A tribo considerou eliminar NaOnka pela potencialidade dela desistir a qualquer momento e Tyrone por ser ganancioso e mandão, mas no Conselho Tribal os votos foram contra Tyrone que foi eliminado por 6-2 votos. |                                                                    |                                           |       |                        |
| 06 | Worst Case Scenario (Pior Cenário)                                 | Yve                                       | 12,26 | 20 de outubro de 2010  |
| Prova de Imunidade: Os competidores devem utilizar remos para cavar a procura de três anéis de corda na prova Kitty Litter. Quando um anel é localizado o competidor deve arremessá-lo, utilizando o remo, de maneira que este anel caia em um cesto amarrado às suas costas. Com o anel encestado o competidor deve correr até a linha de chegada e depositá-lo em uma marca, para na sequência procurar o próximo anel. O primeiro competidor de cada tribo trouxe todos os três anéis de corda até a marca na linha de chegada ganha imunidade. - - Vencedores da Imunidade Individual: Holly e Jill Prova de Recompensa: Na continuação da prova Kitty Litter, os vencedores da Imunidade Individual competem um contra o outro em uma prova onde devem arremessar três anéis de corda em ganchos fixados em um painel de madeira. O primeiro competidor que conseguir prender seus três anéis nos ganchos ganha a recompensa para sua tribo. - Recompensa: Um banquete com espetinhos de frango e carne enquanto assistem ao Conselho Tribal da tribo adversária. - Tribo Vencedora: La Flor No dia 15, Dan pensou em desistir do jogo. Yve questionou Holly do por que dela não ter contado sobre os votos contra Tyrone no último Conselho Tribal. Quando Yve descobriu através de Holly que Dan estava pensando em desistir, Yve pensou que poderia utilizar esta informação para convencer os mais jovens de eliminarem Dan. Em La Flor, Brenda planejava se livrar do Ídolo de Imunidade dividindo os votos em 3-3 contra Marty e Jill. Quando as tribos chegaram para competir na Prova de Imunidade, Jeff revelou que eles não iriam disputar Imunidade Tribal, mas sim Imunidade Individual, pois naquela noite ambas as tribos iriam para o Conselho Tribal onde cada uma deveria eliminar um participante. Jeff, então, anunciou que, sequencialmente, os vencedores da Imunidade Individual disputariam, por suas tribos, a Prova de Recompensa. Jill e Holly ganharam a Imunidade Individual por suas respectivas tribos e Jill derrotou Holly durante a etapa que valia recompensa, a conquistando para a tribo La Flor. Com a vitória de Jill o plano de Brenda não deu certo e, aliada a Sash, eles elaboraram uma nova enganação forçando a divisão de votos entre Marty e Kelly B., enquanto diziam a esta última que os votos seriam divididos entre Marty e Jane. Marty tentou convencer Fabio a integrar sua aliança inventando uma história de que ele era um grão mestre do xadrez e que já havia derrotado Guillermo Vilas, que na história de Marty era um grande jogador de xadrez, mas que na realidade atualmente é um tenista e não um enxadrista. Sash pediu que Fabio votasse em Marty, mas Fabio tinha acreditado na história inventada de Marty e ficou dividido entre votar em Marty ou não. Em Espada, Yve continuou conspirando contra Dan, argumentando que ele era o jogador mais fraco nos desafios e que estava pensando em desistir do jogo, o que prejudicaria a tribo posteriormente. Os jovens estavam divididos entre votar em Dan, pelos motivos expostos, ou em Yve que era vista como uma grande estrategista e poderia gerar problemas futuros. No Conselho Tribal de La Flor, o plano de eliminar o Ídolo de Imunidade não funcionou quando Marty não usou o Ídolo e a votação terminou empatada em 3-3-2, respectivamente, entre Marty, Kelly B. e Brenda. Na votação de desempate, Marty e Kelly B. votaram e os outros competidores tiveram que votar em um dos dois empatados. Nesta segunda votação os votos mudaram para Kelly B. que foi enganada e eliminada por 5-1 votos. Como parte da recompensa conquistada previamente, os membros remanescentes de La Flor, mudaram de lugar e ficaram onde o júri costuma permanecer e desfrutaram de seu banquete enquanto assistiam ao Conselho Tribal da tribo Espada. Yve continuou sua campanha contra Dan, mas não foi capaz de convencer sua tribo de eliminá-lo e acabou sendo eliminada por 6-1 votos. |                                                                    |                                           |       |                        |
| 07 | What Goes Around, Comes Around (O que Vai, Volta)                  | Jill                                      | 11,82 | 27 de outubro de 2010  |
| Prova de Recompensa: Na prova Jump Shot, um membro de cada tribo deve atuar como defensor e ficar posicionado sobre uma pequena plataforma acima de uma piscina. Um a um, os membros da equipe adversária devem pular de uma plataforma em uma das extremidades da piscina e, enquanto pulam, devem arremessar um bola em uma rede posicionada na extremidade oposta. O defensor deve tentar impedir que a bola entre na rede. Cada vez que a tribo acerta uma bola na rede marca um ponto, a tribo que primeiro marcar cinco pontos ganha a recompensa. - - Recompensa: Uma viagem até uma fazenda nicaraguana para um passeio a cavalo e um almoço. - Tribo Vencedora: La Flor Prova de Imunidade: No topo de uma torre, dois membros de cada tribo, devem rolar bolas de canhão através de uma rampa na prova Cannon Ski-Ball. Quatro outros membros da tribo devem guiar a rampa, usando cordas, para que as bolas de canhão caiam e quebrem cinco peças de cerâmica dispostas em um campo. A primeira tribo que quebrar todas as suas cinco peças ganha a imunidade. - - - Tribo Vencedora: La Flor Após a tribo Espada voltar para seu acampamento, Holly, Chase e NaOnka conversaram sobre eliminarem Alina antes da fusão. No acampamento La Flor, Marty estava frustrado e irritado com Jane por ela ter se aliado com o grupo dos mais jovens durante o último Conselho Tribal e a confrontou sobre isso, mas ela não confirmou nem negou seu voto. Espada venceu os dois próximos desafios, o de Recompensa e o de Imunidade. Com a derrota da tribo La Flor, a aliança dos jovens teve nova oportunidade para tentar eliminar o Ídolo de Imunidade dividindo os votos em 3-2 entre Marty e Jill e, caso Marty usasse o Ídolo a aliança majoritária poderia eliminar Jill. Neste meio tempo, Sash surgiu com o plano de convencer Marty a entregar-lhe o Ídolo alegando que se o fizesse estaria a salvo no próximo Conselho. Sash conseguiu convencer Marty dizendo que se naquele momento Marty lhe entregasse o Ídolo e, caso no próximo Desafio de Imunidade, a tribo La Flor perdesse, Sash lhe devolveria o Ídolo. Marty optou por entregar na esperança de permanecer mais uma rodada no jogo e tentar outros meios de lutar na Fusão. No Conselho Tribal a aliança dos mais jovens manteve sua palavra a Marty e Jill foi eliminada por 3-2-2 votos. |                                                                    |                                           |       |                        |
| 08 | Company Will Be Arriving Soon (Compania Vai Chegar em Breve)       | Alina                                     | 12,30 | 3 de novembro de 2010  |
| Prova de Imunidade: Na prova Push Me, Pull You usando duas alças de metal os competidores devem manter tensão constante mantendo presa uma barra de metal suspensa acima de uma placa de cerâmica. O último homem e a última mulher que mantiverem tensão tempo suficiente para evitar quebrar sua placa ganha a imunidade. - - Vencedores da Imunidade: Fabio e Jane Marty estava em êxtase quando o Correio do dia 19 anunciou a fusão das tribos e a mudança para o acampamento Espada. Antes da chegada dos remanescentes da tribo La Flor, Alina reuniu os seis membros que restaram de sua tribo e tentou argumentar para que estes seis permanecessem juntos até os seis finalistas, mas ninguém estava entusiasmado com essa aliança. Com todos reunidos, Marty sugeriu “Libertad”, palavra espanhola para liberdade, como nome da nova tribo fundida. Após a fusão, Brenda e NaOnka restabeleceram a aliança feita antes da mistura de tribos e revelaram uma a outra o que havia acontecido em cada uma das tribos no período que ficaram separadas. No dia 20, NaOnka fez tortillas para o café da manhã, mas ficou extremamente irritada quando percebeu que havia ficado com o menor pedaço daquilo que vinha cozinhando. Motivada pela raiva, NaOnka roubou comida e suprimentos de cozinha, escondendo-os na selva. NaOnka contou e dividiu a comida roubada com Alina e ainda revelou a esta que ela era o alvo da tribo para ser a próxima eliminada. Quando a tribo percebeu que vários itens e alimentos estavam faltando, Holly revelou que havia visto NaOnka pegar o pote de farinha e colocá-lo em sua bolsa. NaOnka negou veementemente ter pegado a farinha, alegando que já havia posto o pote de volta no seu lugar, mas não explicou o porquê de ter guardado a farinha em sua bolsa. Eventualmente ela confessou perante a tribo ter roubado a comida depois que Alina e Chase a convenceram de que seria melhor para ela que confessasse. Mesmo assim, ela tentou convencer a todos de que havia roubado os itens para beneficiar toda a tribo, já que eles estavam comendo descontroladamente e sem racionar comida. A maioria, especialmente Marty, se recusou a acreditar nesta história e sabiam que NaOnka havia roubado comida para seu próprio benefício. Todavia, apesar dos acontecimentos, a aliança de Brenda, Chase, Jane e Sash decidiu proteger NaOnka, mas para protegerem-se resolveram se distanciar dela. Sash admitiu que a melhor estratégia neste momento do jogo seria levar NaOnka para a final por causa de suas ações e comportamento já que, obviamente, ninguém votaria nela para ganhar o prêmio. Na Prova de Imunidade, dois colares de imunidades estavam em jogo, uma para a última mulher que restasse na prova e outro para o último homem. Rapidamente Jane foi a última mulher que permaneceu no jogo e, mesmo já tendo conquistado a imunidade, continuou no desafio enfrentando os homens que faltavam. No final, Fabio conquistou a imunidade sobrepujando Chase e ele e Jane foram os últimos a permanecer na disputa. Posteriormente, Jane disse ao resto das mulheres que havia permanecido na prova para mostrar a Marty, seu eterno rival, que ela podia durar mais que ele. A tribo estava dividida entre votar em Marty ou Alina e Sash pediu a sua aliança que mantivesse Marty por mais um Conselho de modo que pudesse manter sua palavra sobre o acordo feito com ele sobre devolver o Ídolo de Imunidade. No Conselho Tribal, Marty muito eloquente alegou que Jane, devido sua história triste, era a maior ameaça entre os que restavam para ganhar o prêmio final e que se ela estivesse no Conselho Tribal Final ele votaria nela. A votação foi realizada e após a contagem dos votos, Alina foi eliminada por 10-2 votos e se tornou o primeiro membro do júri. |                                                                    |                                           |       |                        |
| 09 | Running the Camp                                                   | Marty                                     | 11,29 | 10 de novembro de 2010 |
| Prova de Recompensa: Para a prova TLP O-Course a tribo foi dividida aleatoriamente em duas equipes. As equipes deveriam cruzar um percurso através dos seguintes obstáculos: através um grande palheiro, rastejar no chão sob cordas, transpor um emaranhado de varetas que bloqueiam o percurso, percorrer um caminho sobre redes e derrubar uma parede de tijolos que bloqueia o caminho. Ao londo do percurso existem três estações, onde uma chave está suspensa no ar e fixada no final de uma mola de metal. Trabalhando juntos eles devem coletar todas as três chaves, transpor todos os obstáculos e destravar a bandeira com a cor da equipe na linha final. A primeira equipe com sua bandeira destravada ganha a recompensa. - Recompensa: Um passeio onde podem desfrutar de uma tirolesa e de um churrasco no meio da floresta. - Vencedores da Recompensa: Chase, Fabio, Benry, Dan e Marty Prova de Imunidade: Os competidores devem testar sua memória memorizando uma série de símbolos mostrados por Jeff na prova Flashback. Em seguida eles devem mostrar os mesmos símbolos na ordem apresentada previamente. O competidor que mostrar um símbolo errado, está automaticamente eliminado do desafio. O último participante a mostrar todos os símbolos corretos ganha a imunidade. - - Vencedor da Imunidade: Brenda No dia seguinte ao último Conselho Tribal, Marty continuou a conspirar contra Jane propondo um plano a Benry e Dan para fingirem para Chase e Holly que votariam em NaOnka, mas na realidade votariam em Jane. Marty alegou que isso forçaria NaOnka a usar o seu Ídolo de Imunidade e ainda se livrariam de Jane. Na Prova de Recompensa, o sorteio aleatório das equipes acabou colocando homens contra mulheres.1 Como havia número ímpar de sobreviventes, Chase foi o último homem a ser sorteado e, portanto, não participou da prova. No entanto, ele poderia escolher a equipe que ele achasse que ganharia a disputa e, se esta equipe realmente ganhasse, ele se juntaria a ela na recompensa. Chase escolheu a equipe das mulheres, o que acabou sendo uma má escolha, já que os homens prevaleceram e ganharam a prova. Na recompensa, Marty continuou a conspirar contra Jane. A Prova de Imunidade foi vencida por Brenda. De volta ao acampamento, após a Prova de Imunidade, Marty começou a por seu plano em prática dizendo para Chase que os homens votariam em NaOnka. Chase contou a Holly que achava que os homens estavam tentando enganar Jane e que ele votaria em Marty no próximo Conselho. Marty contou para Brenda que o plano para fazer NaOnka usar desnecessariamente o Ídolo de Imunidade e enganar Jane era ideia de Sash. Brenda e Sash conversaram sobre como votariam no próximo Conselho, se seguiriam com a aliança que queria eliminar Marty ou com a que queria eliminar Jane. No Conselho Tribal, a discussão se tornou calorosa quando NaOnka fez uma discurso cheio de palavrões e ofensas para Marty e Fabio, culminando com NaOnka mostrando o dedo médio, em um sinal ofensivo, para Marty. O plano de Marty para NaOnka usar o Ídolo falhou quando esta não se sentiu ameaçada para utilizá-lo. Quando a votação foi feita, Brenda e Sash optaram por se juntar à aliança majoritária e votar contra Marty que foi e eliminado por 7-4 votos. ↑1 A probabilidade de 6 homens e 5 mulheres serem divididos, aleatoriamente, em duas equipes sendo uma somente de homens e outra somente de mulheres é 1 em 231, ou aproximadamente 0,4% |                                                                    |                                           |       |                        |
| 10 | Stuck in the Middle (Preso no Meio)                                | Brenda                                    | 11,98 | 17 de novembro de 2010 |
| Prova de Recompensa: A tribo foi dividida em duas equipes por meio de escolhas dos próprios participantes para a prova Barrel Bridge. A cada equipe foi dado quatro barris, duas pranchas de madeira e 3 metros de corda com os quais eles deveriam cruzar uma área demarcada na praia sem pisar na areia. Se em algum momento da transposição qualquer membro da equipe tocar na areia, todo time deve recomeçar a travessia desde o início. A primeira equipe com todos os membros na linha de chegada ganha a recompensa. - Recompensa: Uma viagem de helicóptero para o vulcão Cerro Negro onde desfrutaram de pizza, brownies e refrigerantes, além da possibilidade de praticar sandboard na encosta do vulcão. - Vencedores da Recompensa: Chase, Fabio, Jane, Kelly S. e NaOnka Prova de Imunidade: Na prova Splash Back, os competidores, com os pés apoiados em pequenas plataformas, devem inclinar seus corpos para trás sobre uma piscina enquanto se seguram em uma corda com vários nós atados ao longo de seu comprimento. Em intervalos de cinco minutos, os competidores devem se mover para baixo, apoiando-se no próximo nó. A cada nó descido, aumenta-se o ângulo em que eles estão pendurados sobre a água e consequentemente aumenta-se o peso de seus corpos que eles estão suportando com as mãos. O competidor que conseguir se segurar por mais tempo ganha a imunidade. - - Vencedor da Imunidade: Jane Depois da movimentação estratégica de Brenda e Sash no último Conselho Tribal, Holly decidiu que era hora dela fazer sua jogada e tentar eliminar Brenda ou Sash, que naquele momento dominavam o jogo. Ela recrutou Jane, Benry e NaOnka para votarem em Brenda. Holly conversou, também, com Chase sobre eliminarem Brenda, mas ele estava convencido de que Benry era uma ameaça maior. Holly deixou Kelly S. de fora de seu plano acreditando que ela não trairia sua aliada, pois estava avançando no jogo às custas das jogadas de Brenda. Uma tempestade chegou e a tribo aproximou seus três baús de madeira ao redor da fogueira na tentativa de protegê-la e mantê-la acessa antes de partirem para a prova. Na Prova de Recompensa, a equipe vencedora foi a formada por Chase, Fabio, Jane, Purple Kelly e NaOnka. Enquanto estavam na viagem de recompensa, NaOnka chamou Fabio para conversarem a sós e revelou o plano de eliminar Brenda. Quando o time perdedor voltou ao acampamento, eles encontraram os três baús e todo seu conteúdo, que consistia nos facões e quase toda a comida da tribo, incendiados. Depois que a equipe vencedora retornou ao acampamento, Chase contou para Brenda todo o plano que estava sendo arquitetado para eliminá-la, mas Brenda praticamente ignorou a informação alegando que não iria ficar paranoica e parecer desesperada para permanecer no jogo. Chase pressionou NaOnka para votarem e eliminarem Benry, mas NaOnka não deu ouvidos ao plano do rapaz e na sequência contou para Benry, Jane e Holly que não deveriam confiar em Chase, pois ele havia contado a Brenda sobre o plano de eliminá-la. A Prova de Imunidade consistia em um desafio de resistência física e após um confronto entre Jane e Chase, Jane sagrou-se vitoriosa e ganhou a imunidade. Chase novamente tentou arquitetar a eliminação de Benry, mas desta vez com Sash. NaOnka contou para Sash o plano de eliminarem Brenda e este se viu dividido entre dar o Ídolo de Imunidade para sua aliada Brenda ou deixar com que os outros executassem seu plano. No Conselho Tribal, Brenda acusou NaOnka de ser a responsável pela desestruturação de sua aliança original, enquanto NaOnka na tentativa de se defender, tentava desviar a culpa para Chase. Sash e Kelly S. disseram que era a primeira vez que ambas se sentiam totalmente fora do que estava acontecendo no acampamento. Brenda desafiadoramente se recusou a lutar para permanecer no jogo, depositando toda sua confiança em sua aliança para mantê-la no jogo. No entanto isso não aconteceu e ela foi eliminada com 8-1-1 votos. |                                                                    |                                           |       |                        |
| 11 | You Started, You're Finishing (Você Começou, Você Está Terminando) | NaOnka (desistente) Kelly S. (desistente) | 12,26 | 1 de dezembro de 2010  |
| Prova de Recompensa: A tribo foi dividida em duas equipes por meio de escolhas dos próprios participantes para a prova Gulliver´s Travels. Nesta prova os competidores, unidos uns aos outros através de cordas, devem desamarrar um boneco de 2,4 metros preso a uma grande mesa. Uma vez desamarrado o boneco, eles devem carregá-lo através de uma série de obstáculos, sendo que o primeiro time que cruzar a linha de chegada ganha a recompensa. - Recompensa: Assistir a uma apresentação do filme As Viagens de Gulliver, nachos, pipoca, doces, cachorro-quente e bebidas. - Vencedores da Recompensa: Chase, Benry, NaOnka e Holly5 6 Quando a tribo voltou para o acampamento após o último Conselho Tribal, Kelly S. sentiu-se fora de sua aliança por não saber nada sobre a eliminação de Brenda. Holly disse para NaOnka que agora ela confiava muito mais nela por ter mantido o plano contra Brenda. Chase pensava que a aliança principal do jogo consistia nele, Holly, Jane e NaOnka. No dia 28, a chuva voltou com força e fez a vida no acampamento miserável. NaOnka e Purple Kelly estavam em dúvida se poderiam continuar no jogo, pois ambas estavam esgotadas com as condições impostas pelo clima. NaOnka entregou seu Ídolo de Imunidade para Chase e, com NaOnka pensando em desistir a aliança de Chase, Holly e Jane tentou recrutar Sash como quarto elemento, mas este preferia que NaOnka e Purple Kelly permanecessem no jogo e considerassem se aliar a Benry, Dan e Fabio. Na Prova de Recompensa, Dan ficou de fora do desafio quando as equipes foram escolhidas aleatoriamente entre os participantes. Mas, como de costume quando algum dos participantes fica de fora da Prova de Recompensa, Dan poderia torcer por uma das equipes e se esta equipe ganhasse ele se juntaria a eles para desfrutar da recompensa. Dan escolheu o time de Benry, Chase, Holly e NaOnka, o que foi uma escolha acertada já que o quarteto ganhou a prova. Ao término do desafio, NaOnka anunciou que queria desistir do jogo. Atordoado, Jeff perguntou se alguém mais queria desistir e para sua surpresa Kelly S. disse que ela também queria. Jeff falou que daria as duas uma oportunidade para pensarem melhor sobre sua decisão e que toda a tribo deveria se dirigir ao Conselho Tribal para resolverem o assunto. Na sequência, Jeff ofereceu uma lona e uma lata de arroz para substituir os itens perdidos no incêndio do acampamento, caso algum dos membros da equipe vencedora renunciasse a recompensa para ficar com o time perdedor. Holly se voluntariou. Benry tentou fazer com que NaOnka se voluntariasse para ficar com o time perdedor já que ela queria do jogo, mas NaOnka permaneceu em silêncio. Benry, Chase, Dan e NaOnka foram para sua recompensa enquanto os demais voltaram ao acampamento. No acampamento, Holly tentou convencer Kelly S. a permanecer no jogo. Mais tarde, naquela noite, os cinco que não foram à recompensa se dirigiram ao Conselho Tribal onde, pouco tempo depois, se encontraram, com os quatro que voltavam da recompensa e com os membros do júri. Jeff e a tribo conversaram sobre o desejo de permanecer na competição e os motivos de que fizeram NaOnka e Kelly S. considerar em desistirem. Jeff perguntou à NaOnka se ela realmente queria desistir e ela disseque sim. Na sequência, Jeff fez a mesma pergunta para Kelly S. e ela também respondeu que desistiria. Jeff perguntou as duas o que ele deveria fazer com as tochas que as representava no jogo. Elas responderam que deveriam ser apagadas como todas as outras. Jeff concordou em apagar as tochas, mas disse que elas permaneceriam na área do Conselho Tribal para lembrá-las, enquanto estivessem no júri, de que elas haviam desistido do jogo e não foram eliminadas como os outros. Jeff apagou as tochas e as duas deixaram a competição para se tornarem membros do júri. |                                                                    |                                           |       |                        |
| 12 | Not Sure Where I Stand                                             | Benry                                     | 12,13 | 8 de dezembro de 2010  |
| Prova de Recompensa: Na prova Second Chance os competidores terão uma segunda oportunidade em desafios realizados anteriormente. Na primeira etapa eles devem rastejar na lama debaixo de uma rede e, em seguida, recuperar uma bola escondida em uma pilha de feno. Eles devem quicar a bola em um escudo no chão e arremessá-la em um barril. Os primeiros quatro competidores com sua bola arremessada dentro do barril partem para a segunda etapa onde, usando uma comprida vara devem recuperar uma chave presa no final de uma mola de metal suspensa há vários metros de alturas. De posse da chave eles devem destrancar um baú que contém quatro sacos de areia. Os sacos de areia devem ser lançados sobre um barril e os dois sobreviventes que primeiro que o fizerem primeiro seguem para a última rodada. Na última etapa, os competidores usam um remo para desenterrar três anéis de corda escondidos sob a areia da praia. O primeiro competidor que recuperar os três anéis de corda e arremessá-los em ganchos fixados em um quadro a alguns metros de distância ganha a recompensa. - Recompensa: Uma viagem até um resort privado onde poderão passar a noite. - Vencedor da Recompensa: Chase Prova de Imunidade: Para competirem na prova Money Box os competidores estão presos a uma longa corda que encontra-se enrolada em uma viga de madeira. Passando por cima e por baixo da viga, eles devem desenrolar corda suficiente para atravessarem um percurso e cruzarem a linha de chegada onde encontrarão um saco contendo moedas douradas. Se arriscarem cruzar o percurso e não dispuserem de corda suficiente, devem retornar e desenrolar mais corda. Os três primeiros competidores de posse do saco com as moedas avançam para a última etapa. Nesta rodada as moedas douradas devem ser organizadas de modo a resolver o quebra-cabeça proposto. O primeiro competidor que conseguir montar o quebra-cabeça completamente ganha imunidade. - - Vencedor da Imunidade: Sash Com NaOnka e Kelly S. desistindo, Sash sabia que ele era o quarto homem entre as três alianças de três membros cada que ainda restavam no jogo a de Chase, Holly e Jane e a aliança de Dan, Fabio e Benry. Sash contou para Chase, Fabio e Benry que iria utilizar o Ídolo de Imunidade no próximo Conselho Tribal para que não fosse mais visto como uma ameaça e de modo que as duas alianças o percebessem como voto de Minerva. Chase disse para Sash que o levaria à final do jogo e que na próxima recompensa ele escolheria Sash e Holly para o acompanharem, caso vencesse. Na Prova de Recompensa,Chase, Jane, Holly e Benry avançaram para a segunda etapa que foi vencida por Chase e Benry, com ambos disputando a rodada final. Na última etapa Chase prevaleceu sobre Benry e conquistou a recompensa e com isso o direito de escolher mais duas outras pessoas para o acompanharem. Chase escolheu Holly e Jane, descumprindo sua promessa com Sash. Enquanto Chase e as mulheres estavam na recompensa, Sash conversou com os outros três rapazes sobre como eles poderiam trabalhar juntos em uma nova aliança, mas Benry e Dan estavam desconfiados das verdadeiras alianças de Sash e não confiaram nele. Na recompensa Chase percebeu que cometeu um grave erro ao não escolher Sash para se juntar a ele na recompensa e assim conquistar a confiança do rapaz. A fim de minimizar os danos da escolha errônea de Chase, Holly e Chase elaboraram um plano onde diriam a Sash que eles iriam eliminar Jane nas próximas etapas e levá-lo junto a eles para os três finalistas. De volta ao acampamento, Chase contou para Benry que eles não levariam Jane até a final, Benry concordou com o plano e disse que estava disposto a eliminar Fabio no próximo Conselho. Holly e Chase contaram para Sash que confiavam muito nele e que deixá-lo no acampamento sozinho com Benry, Fabio e Dan era a próxima máxima do quanto confiavam nele. Sash disse a Holly e Chase que Benry estava mentindo quando disse estar disposto a eliminar Fabio. Quando Benry se juntou a conversar, os três disseram que o próximo alvo era Fabio. Na Prova de Imunidade, Fabio, Sash e Benry avançaram para a rodada final que consistia em montar um quebra-cabeça com o logo da temporada. Sash se saiu melhor que seus adversários e conquistou a Imunidade. Após a prova, Dan, Benry, Chase e Sash concordaram em dizer a Fabio que votariam em Holly no próximo Conselho, mas na verdade eles iriam votar no rapaz. Entretanto, na realidade, Sash decidiu se aliar à Chase/Holly/Jane e eliminar Benry. No Conselho Tribal o quarteto pôs seu plano em prática e enganaram Benry, eliminando-o e o enviando ao júri por 4-2-1 votos. |                                                                    |                                           |       |                        |
| 13 | This is Going to Hurt (Isso Vai Doer)                              | Jane                                      | 12,32 | 15 de dezembro de 2010 |
| Prova de Recompensa: Na prova Poolin´Around os sobreviventes devem correr sobre uma rampa e saltar dentro de uma piscina para recuperar um saco contendos letras para resolver um quebra-cabeça. Eles devem repetir o processo duas vezes até recuperarem dois sacos, quando o fizerem os familiares devem usar as letras e construir um frase. O primeiro familiar que conseguir resolver corretamente a frase quebra-cabeça ganha a prova. - Recompensa:Uma viagem em um veleiro na costa da Nicarágua com comida e bebidas e acompanhados com o familiar do competidor vencedor. - Vencedor da Recompensa: Chase Prova de Imunidade: Vendados e conectados a uma corda, os competidores devem passar por cima e por baixo de três postos de engate para chegarem a uma estação onde há um escudo com vários símbolos cravados nele. Usando apenas o tato, os competidores devem memorizá-los e pegar os sacos contendo vários símbolos e retornar à linha de partida, cruzando novamente os postos de engate. De volta ao início da prova, os competidores devem replicar os símbolos tateados em um segundo escudo. O primeiro sobrevivente com todos os símbolos posicionados corretamente vence a prova Coat of Arms e ganha a imunidade. - - Vencedor da Imunidade: Fabio O correio do dia 33 trouxe para os sobreviventes um Sprint HTC Evo 4G com vídeos de seus familiares. Fabio e Chase concordaram se caso um deles vencesse a recompensa levariam um ao outro junto a Sash. Na Prova de Recompensa, Jeff apresentou os familiares dos competidores e anunciou que eles participariam de um desafio ao lado dos sobreviventes. Chase e sua mãe venceram à prova. Chase então escolheu Sash e sua mãe e Holly e seu marido para desfrutarem com ele a recompensa, descumprindo o acordo feito previamente com Fabio. Dan, Fabio e Jane estavam muito irritados com as escolhas de Chase. Enquanto isso, na recompensa, Chase, Sash e Holly consolidaram sua aliança até os três finalistas e definiram que sua prioridade naquele momento era eliminar Fabio. Entretanto, Fabio venceu a Imunidade do dia seguinte arruindo os planos do trio. Fabio falou para Chase que queria Jane eliminada, mas Chase estava em conflito entre votar em Jane ou Dan. Holly aproximou-se de Sash e Chase para confirmar que Dan também estava de acordo em votar em Jane. O trio então, finalmente, decidiu fez sua escolha de quem eliminariam no próximo Conselho Tribal. Neste momento, Jane se uniu aos três para confirmar que sua aliança ainda estava intacta. Quando os três hesitaram em respondê-la, finalmente confessaram que estavam cogitando na possibilidade de eliminá-la. Jane percebeu que sua aliança tinha se virado contra ela e começou a soltar ofensas contra todos os três. Após isso, imediatamente deixou-os sozinho e passou a evitá-los pelo resto do dia e, pouco antes de partirem para o Conselho Tribal, Jane jogou um balde d´água na fogueira dizendo que ela tinha começado aquele fogo e ela iria apagá-lo. No Conselho Tribal, Dan contou para Jeff e para o júri sobre as ações recentes de Jane e esta confirmou que estava prestes a ser eliminada. Após algumas perguntas de Jeff, a aliança dominante confessou que após eliminarem Jane, o próximo alvo seria Fabio ou Dan. Jeff, então, perguntou porque Jane, Fabio e Dan não formavam uma aliança e votavam em Holly forçando um empate, já que Fabio estava estava com o Colar de Imunidade Individual e Sash e Chase estavam com seus Ídolos de Imunidade e este era o último dia para usá-los. Os sobreviventes votaram e antes da leitura dos votos Sash e Chase usaram seus Ídolos. Na hora da contagem ficou evidente que os competidores não seguiram a sugestão de Jeff para forçar um empate e todos votaram em Jane, que foi eliminada com 5-0 votos, tendo seu voto em Sash anulado uma vez que este usou um Ídolo de Imunidade. |                                                                    |                                           |       |                        |
| 14 | What About Me?                                                     | Dan Holly                                 | 13,58 | 19 de dezembro de 2010 |
| Prova de Imunidade: Na prova Donkey Dig os sobreviventes devem correr até uma estação onde uma pergunta sobre a Nicarágua está postada e, então, escolher uma das duas respostas possíveis para a pergunta, onde um saco estaria amarrado. Uma vez desamarrado o saco, eles deveriam correr de volta à linha de chegada e abri-lo, se escolheram a resposta certa, dentro do saco estarão peças para um quebra-cabeça, se não, as peças dentro do saco estarão todas negras e o competidor deverá voltar para coletar o saco correto. Eles devem repetir o processo para três perguntas até que coletem os três sacos corretos com peças de quebra-cabeça. Uma vez com todos os sacos eles devem começar a montar o quebra-cabeça. O primeiro competidor a montá-lo corretamente ganha a imunidade. - - Vencedor da Imunidade: Fabio Sabendo que era o próximo alvo da aliança Holly/Sash/Chase, Fabio trabalhou para rompê-la. Na Prova de Imunidad, Fabio ficou para trás quando errou a resposta da segunda pergunta, mas na etapa de montagem do quebra-cabeça, Fabio recuperou o tempo perdido e ultrapassou Holly, Chase e Sash que estavam na frente e conquistou a imunidade. Fabio conversou com Sash e Chase sobre eliminarem Holly antes de Dan, pois ele a considerava uma ameaça maior que Dan para conseguir votos do júri. No Conselho Tribal, Dan tentou se manter no jogo argumentando que não deveria ser eliminado uma vez que ninguém daria a ele o prêmio de um milhão de dólares no júri final e que Holly era a maior ameaça para vencer. No entanto a argumentação de Dan não foi suficiente para mantê-lo na competição e ele foi eliminado por 4-1 votos. Prova de Imunidade: Na prova Balancing Point os sobreviventes devem equilibrar, usando apenas uma mão, uma espada sobre um escudo apoiado no chão. Na sequência, devem empilhar sobre o punho da espada, uma a uma uma série de moedas de diferentes tamanhos, caso alguma das moedas caia do punho da espada, o sobrevivente está fora da prova. O último competidor que restar na prova sem derrubar moedas ganha a imunidade. - - Vencedor da Imunidade: Fabio No dia 38 os quatro finalistas receberam o correio anunciando que eles deveriam realizar a tradicional jornada em honra à memória dos competidores eliminados antes deles e na sequência se dirigem para a última Prova de Imunidade. Na prova, Fabio prevaleceu sobre Sash e conquistou sua terceira Imunidade Individual seguida e conquistou uma vaga no Conselho Tribal Final. A vitória de Fabio forçou a aliança de Holly/Chase/Sash a se voltarem uns contra os outros e todos conversaram com Fabio sobre os motivos de levá-los junto a ele para o Conselho final. Sash falou para Fabio que, caso ele tivesse ganho a Imunidade Final, ele teria levado Fabio e Chase para o último Conselho, mas Fabio não acreditou nesta história. Fabio perguntou para Chase sobre os planos da aliança caso ele tivesse perdido a última prova e Chase contou que eles planejavam eliminá-lo, mas que sua vitória arruinou todos os seus planos. Holly falou que Sash era a maior ameaça em relação a votos no júri e que ela planejava ir contra os planos de sua aliança e eliminá-lo de qualquer forma. No Conselho Tribal, os três ainda tentavam convencer Fabio a mantê-los no jogo, mas no fim Fabio percebeu Holly como a maior ameaça e ela foi eliminada por 3-1 votos. Chase, Fabio e Sash acordaram no dia 39 e desfrutaram o tradicional café da manhã dos finalistas. Antes de se dirigirem para o Conselho Tribal Final o trio queimou o acampamento. No Conselho, Chase preocupou-se em manter-se aberto com o júri sobre a forma como ele jogou a competição. Fabio disse ao júri que sempre esteve aberto a todos, que não precisou enganar ninguém para chegar aonde chegou e que havia merecido sua vaga entre os três finalistas. Sash enfatizou que estava arrependido sobre as alianças que ele tinha quebrado durante o jogo, mas que independente do que houve as amizades feitas eram realmente importantes para ele. Chase foi ridicularizado por diversos membros do júri por suas decisões precipitadas e paranoia. Chase e Sash acusaram Fabio de nunca saber o que realmente estava acontecendo no jogo. |                                                                    |                                           |       |                        |
| - | The Reunion (A Reunião)                                            | Fabio8 Chase8 Sash8                       | 11,19 | 19 de dezembro de 2010 |
| No final, o júri votou em Fabio para o "último sobrevivente" e junto ao título ganhou o prêmio de um milhão de dólares por 4-3-0 votos sobre Chase e Sash, respectivamente. |                                                                    |                                           |       |                        |

8O nome grafado em vermelho indica que o competidor foi o vencedor da temporada e, portanto, não foi eliminado. Os nomes grafados em verde indicam que os competidores foram, respectivamente, o segundo e terceiro colocados e, portanto, não foram eliminados.

## Histórico de Votação
| Episódio   | 1                | 2                  | 3                  | 4                  | 5                | 6        | 6                   | 6             | 7              | 8                 | 9                | 10                | 11                | 11                  | 12              | 13              | 14            | 14              | Reunião        | Reunião         | Reunião         |
| Eliminado: | Wendy 9/10 votos | Shannon 7/10 votos | Jimmy J. 8/9 votos | Jimmy T. 5/8 votos | Tyrone 5/8 votos | Empate   | Kelly B. 5/6 votos1 | Yve 6/7 votos | Jill 3/7 votos | Alina 10/12 votos | Marty 7/11 votos | Brenda 8/10 votos | NaOnka Desistente | Kelly S. Desistente | Benry 4/7 votos | Jane 5/5 votos2 | Dan 4/5 votos | Holly 3/4 votos | Sash 0/9 votos | Chase 4/9 votos | Fabio 5/9 votos |
| Competidor | Votos            | Votos              | Votos              | Votos              | Votos            | Votos    | Votos               | Votos         | Votos          | Votos             | Votos            | Votos             | Votos             | Votos               | Votos           | Votos           | Votos         | Votos           | Votos          | Votos           | Votos           |
| Fabio      |                  | Brenda             |                    |                    |                  | Kelly B. | Kelly B.            |               | Marty          | Alina             | Jane             | Brenda            |                   |                     | Holly           | Jane            | Dan           | Holly           | Voto do Júri   | Voto do Júri    | Voto do Júri    |
| Chase      |                  | Shannon            |                    |                    | Tyrone           |          |                     | Yve           |                | Alina             | Marty            | Brenda            |                   |                     | Benry           | Jane            | Dan           | Holly           | Voto do Júri   | Voto do Júri    | Voto do Júri    |
| Sash       |                  | Shannon            |                    |                    |                  | Marty    | Kelly B.            |               | Jill           | Alina             | Marty            | Brenda            |                   |                     | Benry           | Jane            | Dan           | Holly           | Voto do Júri   | Voto do Júri    | Voto do Júri    |
| Holly      | Wendy            |                    | Jimmy J.           | Dan                | Tyrone           |          |                     | Yve           |                | Alina             | Marty            | Brenda            |                   |                     | Benry           | Jane            | Dan           | Sash            |                | Chase           |                 |
| Dan        | Wendy            |                    | Jimmy J.           | Jimmy T.           | Tyrone           |          |                     | Yve           |                | Alina             | Jane             | Brenda            |                   |                     | Fabio           | Jane            | Chase         |                 |                |                 | Fabio           |
| Jane       | Wendy            |                    | Jimmy J.           | Dan                |                  | Marty    | Marty               |               | Marty          | Marty             | Marty            | Brenda            |                   |                     | Benry           | Sash            |               |                 | Chase          |                 |                 |
| Benry      |                  | Shannon            |                    |                    | Tyrone           |          |                     | Yve           |                | Alina             | Jane             | Brenda            |                   |                     | Fabio           |                 |               |                 | Fabio          |                 |                 |
| Kelly S.   |                  | Shannon            |                    |                    |                  | Kelly B. | Kelly B.            |               | Jill           | Alina             | Marty            | Benry             |                   |                     |                 |                 |               | Fabio           |                |                 |                 |
| NaOnka     |                  | Shannon            |                    |                    | Tyrone           |          |                     | Yve           |                | Alina             | Marty            | Brenda            |                   |                     |                 |                 | Fabio         |                 |                |                 |                 |
| Brenda     |                  | Shannon            |                    |                    |                  | Kelly B. | Kelly B.            |               | Jill           | Alina             | Marty            | NaOnka            |                   |                     | Chase           |                 |               |                 |                |                 |                 |
| Marty      | Wendy            |                    | Jimmy J.           | Jimmy T.           |                  | Brenda   | Não votou           |               | Jane           | Alina             | Jane             |                   |                   |                     | Fabio           |                 |               |                 |                |                 |                 |
| Alina      |                  | Brenda             |                    |                    | Tyrone           |          |                     | Yve           |                | Marty             |                  |                   | Chase             |                     |                 |                 |               |                 |                |                 |                 |
| Jill       | Wendy            |                    | Jimmy J.           | Jimmy T.           |                  | Brenda   | Kelly B.            |               | Jane           |                   |                  |                   |                   |                     |                 |                 |               |                 |                |                 |                 |
| Yve        | Wendy            |                    | Jimmy J.           | Jimmy T.           | NaOnka           |          |                     | Dan           |                |                   |                  |                   |                   |                     |                 |                 |               |                 |                |                 |                 |
| Kelly B.   |                  | Shannon            |                    |                    |                  | Marty    | Não votou           |               |                |                   |                  |                   |                   |                     |                 |                 |               |                 |                |                 |                 |
| Tyrone     | Wendy            |                    | Jimmy J.           | Jimmy T.           | NaOnka           |          |                     |               |                |                   |                  |                   |                   |                     |                 |                 |               |                 |                |                 |                 |
| Jimmy T.   | Wendy            |                    | Jimmy J.           | Dan                |                  |          |                     |               |                |                   |                  |                   |                   |                     |                 |                 |               |                 |                |                 |                 |
| Jimmy J.   | Wendy            |                    | Dan                |                    |                  |          |                     |               |                |                   |                  |                   |                   |                     |                 |                 |               |                 |                |                 |                 |
| Shannon    |                  | Brenda             |                    |                    |                  |          |                     |               |                |                   |                  |                   |                   |                     |                 |                 |               |                 |                |                 |                 |
| Wendy      | Yve              |                    |                    |                    |                  |          |                     |               |                |                   |                  |                   |                   |                     |                 |                 |               |                 |                |                 |                 |